# Louis Rossat
Louis Rossat, né le 8 décembre 1789 à Lyon et mort le 24 décembre 1866 à Verdun, est un prélat français qui fut évêque de Gap de 1840 à 1844 puis de évêque de Verdun de 1844 à 1866.

## Biographie
Fils de Jean-Pierre Rossat, apprêteur de gazes, et Antoinette Vernay (ou Vernet), son épouse, Louis Rossat, après des études au séminaire Saint-Irénée est ordonné prêtre pour l'Archidiocèse de Lyon par le cardinal Fesch le 19 décembre 1812. Tour à tour professeur au Petit-Séminaire de Meximieux, vicaire à Bourg-en-Bresse, chanoine honoraire et pénitencier de la Primatiale Saint-Jean de Lyon, il devient en 1828 archiprêtre et chanoine titulaire de cette cathédrale. Nommé évêque de Gap au début de l'été 1840, il est préconisé le 14 décembre suivant puis sacré par 14 février 1841 par le cardinal de Bonald en la primatiale Saint-Jean de Lyon. Il séjourne moins de quatre années dans ce diocèse alpin, ayant sollicité un autre siège plus approprié à sa santé, éprouvant quelques difficultés à se déplacer. Nommé le 21 avril 1844 au siège de saint Saintin, il est préconisé le 17 juin suivant. Au cours de son épiscopat verdunois de 22 ans, il promeut Œuvre pontificale de la propagation de la foi fondée par Pauline Jaricot, lyonnaise, comme lui. Il favorise également la construction de nouvelles églises et développe une caisse de retraite pour les prêtres âgés. Enfin, il fait montre d'un courage zélé au cours de l'épidémie de choléra qui ravage son diocèse en 1854. Il décède le 24 décembre 1866 en son palais épiscopal et est enterré dans la chapelle de l'Assomption de la cathédrale Notre-Dame de Verdun.

## Distinctions
- Officier de la Légion d'honneur (14 juillet 1866)[6]

## Armes
De gueules à la fasce d'argent chargée de 3 roses de gueules, accompagnée en chef d'une balance d'argent et en pointe de 2 branches d'olivier du même, liées en sautoir par le bas.